# Téméraire (roman)
Pour les articles homonymes, voir Téméraire.
Téméraire (titre original : Fearless) est le deuxième roman de la série de science-fiction La Flotte perdue de l'écrivain Jack Campbell. Il est paru aux États-Unis en 2007 puis a été traduit en français et publié par les éditions L'Atalante en 2008.

## Résumé
Lors de l'arrivée dans le système de Sutrah, trois unités légères syndics proches du point de saut fuient. Quatre vaisseaux de l'Alliance se lancent à leur poursuite, désobéissant en cela à Geary, ils sont anéantis par un champ de mines. Ayant détecté un camp de prisonniers sur la cinquième planète, Geary décide de les délivrer alors qu'il ne comptait que traverser le système. Ses opposants font courir la rumeur que Rione et lui sont amants.
Ce méfiant d'un piège autour de la planète, Geary fait exploser les cinq lunes orbitant autour. Bien lui en a pris car les syndics y avaient dissimulés des charges nucléaires qui en explosant auraient détruits de nombreux vaisseaux de la flotte, il déjoue aussi le piège qu’ils avaient installé autour du camp des prisonniers. Plusieurs sites industriels et stratégiques des planètes quatre et cinq sont détruits par représailles. Parmi les 5 000 prisonniers délivrés, le charismatique capitaine Falco essaye de prendre le commandement de la flotte, mais Geary s'y oppose car c'est un officier ambitieux qui a fait passer des pertes considérables et des défaites pour des victoires. Geary décide de mener la flotte à Sancerre en passant par Strabo et Cydoni pour surprendre tactiquement les syndics. Apprenant cela, Rione le prend violemment à partie et ne lui parle plus. Falco se fait transférer en douce sur un navire dont le commandant fait partie des opposants à Geary.
Lors du passage dans le système de Strabo, trente neuf navires sous le commandement de Falco quittent la flotte et sautent vers un autre système pour rejoindre l'Alliance. Devant la crainte que les syndics fassent sauter le portail de l'hypernet de Sancerre, ce qui risquerait de déclencher une nova et de détruire tout le système, Crésida met une méthode au point pour limiter l'explosion, mais par la même occasion elle conçoit une méthode pour l'augmenter. Geary se demande si cette technologie qui est apparue simultanément dans le Syndicat et l'Alliance, n'est pas un cadeau empoisonné des extraterrestres.
Dans le système de Sancerre, la flotte détruit de nombreuses bases, pille plusieurs dépôts de vivres et de minerais. Lors de son approche du portail de l'hypernet, les unités syndics avant d'être décimées le font sauter. Trois navires de Geary, utilisant la méthode de Crésida, limitent l'explosion, sauvant ainsi le système. Rione s'étant rendue compte que la tactique de Geary était la seule à suivre pour sauver la flotte, lui présente ses excuses pour son attitude et entame une relation avec lui.
Après avoir détruit la dernière flotte de Sancerre, Geary emmène ses navires vers Ilion, où il espère que certains des vaisseaux qui ont suivi Falco parviendront à le rejoindre. Seul treize sur les trente neuf parviennent à Ilion, suivis d'une flotte syndic qui se fait décimer. Falco, Numos et Faresa sont relevés de leurs fonctions et mis aux arrêts. Rione et Desjani se disputent, Geary ne peut apprendre pourquoi. La flotte saute vers Tavika.